# دیانا گومز
دیانا گومز (انگلیسی: Diana Gomes؛ زادهٔ ۲۶ ژوئیهٔ ۱۹۹۸) بازیکن فوتبال اهل پرتغال است.
وی همچنین در تیم‌های ملی فوتبال زنان پرتغال بازی کرده است.